# Los Lobos Goes Disney
Los Lobos Goes Disney è un album dei Los Lobos, pubblicato dalla Walt Disney Records nell'ottobre del 2009.

## Tracce
1. Heigh-Ho (From: Snow White and the Seven Dwarfs) – 2:37 (Larry Morey, Frank Churchill)
2. I Wan'na Be Like You (From: The Jungle Book) – 3:38 (Richard M. Sherman, Robert B. Sherman)
3. Not in Nottingham (From: Robin Hood) – 3:19 (Roger Miller)
4. The Tiki Tiki Tiki Room (From: The Enchanted Tiki Room) – 2:50 (Richard M. Sherman, Robert B. Sherman)
5. Grim Grinning Ghosts (From: Haunted Mansion) – 3:32 (Francis Xavier Atencio, Buddy Baker)
6. I Will Go Sailing No More (From: Toy Story) – 2:22 (Randy Newman)
7. The Ugly Bug Ball (From: Summer Magic) – 3:27 (Richard M. Sherman, Robert B. Sherman)
8. Cruella De Vil (From: 101 Dalmatians) – 3:47 (Mel Leven)
9. Bella Notte (From: The Lady and the Tramp) – 2:50 (Sonny Burke, Peggy Lee)
10. Zip-A-Dee-Doo-Dah (From: Song of the South) – 2:48 (Ray Gilbert, Allie Wrubel)
11. Bare Necessities (From: The Jungle Book) – 2:58 (Terry Gilkyson)
12. Oo-De-Lally (From: Robin Hood) – 2:09 (Roger Miller)
13. When You Wish Upon a Starlt's a Small World (From: Pinocchio/It's a Small World) – 2:27 (Leigh Harline, Ned Washington)

## Musicisti
- David Hidalgo - accordion, chitarre, tastiere, voce
- Cesar Rosas - bajo sexto, chitarre, voce
- Steve Berlin - flauto, sassofono, tastiere, percussioni
- Conrad Lozano - basso, guitarrón, voce
- Louie Pérez - chitarre, chitarra jarana, voce

Musicista aggiunto 
- Cougar Estrada - batteria, tastiere, percussioni